# IZNA
Izna (kor. 이즈나, rev. Ijeuna, MR Ijŭna) ist eine südkoreanische Girlgroup von WakeOne, ihr Produzent ist Teddy Park. Die Gruppe wurde durch die Mnet survival show I-Land 2: N/a gegründet. Ursprünglich eine siebenköpfige Gruppe, verließ Jiyoon im August 2025 die Gruppe, nachdem sie seit Februar 2025 aus gesundheitlichen Gründen eine Pause eingelegt hatte. Die Gruppe hat sechs Mitglieder: Mai, Jeemin, Koko, Sarang, Jungeun und Saebi. Die Gruppe hatte ihr Debüt am 25. November 2024 mit der extended play (EP) N/a.

## Name
Der Name IZNA entstand durch I-Land 2: N/a. Der Name bedeutet so viel wie „Anytime, anywhere, anything is me“ („Jederzeit, überall, alles bin ich“).

## Geschichte

### Gründung durchI-Land 2: N/a
Izna wurde durch die Reality Show I-Land 2 gegründet. Die Erstausstrahlung war vom 18. April 2024, bis zum 4. Juli 2024 auf Mnet.

### 2024–Heute: Einführung und Debüt
Im Juli 2024 wurde IZNA als Models für die Hautpflegemarke HK inno.N bekanntgegeben.
Im November 2024 hat WakeOne bekanntgegeben, dass IZNA am 25. November 2024 mit der ersten EP N/a debütieren wird.
Am 22. November hatte die Gruppe ihren ersten Auftritt beim zweiten Tag der 2024 MAMA Awards im Kyocera Dome Osaka in Japan.

## Mitglieder
- Mai (kor. 마이)
- Bang Jee-min (kor. 방지민)
- Koko (kor. 코코)
- Ryu Sa-rang (kor. 유사랑)
- Choi Jung-eun (kor. 최정은)
- Jeong Sae-bi (kor. 정세비)

Ehemalige Mitglieder
- Yoon Ji-yoon (kor. 윤지윤)

## Diskografie

### EPs
| Jahr | Titel Musiklabel | Höchstplatzierung, Gesamtwochen, AuszeichnungChartplatzierungen (Jahr, Titel, Musiklabel, Platzierungen, Wochen, Auszeichnungen, Anmerkungen) | Höchstplatzierung, Gesamtwochen, AuszeichnungChartplatzierungen (Jahr, Titel, Musiklabel, Platzierungen, Wochen, Auszeichnungen, Anmerkungen) | Anmerkungen                             |
| Jahr | Titel Musiklabel | KR | JP | Anmerkungen                             |
| ---- | ---------------- | --- | --- | --------------------------------------- |
| 2024 | N/a WakeOne      | KR3 (4 Wo.)KR | JP17 (3 Wo.)JP | Erstveröffentlichung: 25. November 2024 |

### Singles
- 2024: Izna
- 2025: Sign

## Videografie

### Musikvideos
| Titel | Jahr | Produzent                                   | Quelle |
| ----- | ---- | ------------------------------------------- | ------ |
| Izna  | 2024 | Paranoid Paradigm (VM Project Architecture) | [ 10 ] |

## Filmografie

### Sendungen
- 2024: I-Land 2: N/a[11]